# Kadjebi
Le district de Kadjebi  (officiellement Kadjebi  District, en Anglais) est l’un des 18 districts de la Région de la Volta au Ghana.

## Villes et villages du district
| - Kadjebi - Dodo-Amanfrom - Dodi-Papase - Ahamansu - Poase-Cement | - Asato - Pampawie Amanta - Dodi Mempeasem - Dzindziso - Dapaah Amanta | - Akum - Dodo Tamale - Menuso - Dodo Pepesu - Ampeyo | - Dodi Papase - Kukurantumi - Dodo-fie - Ata Kofi - Asato Wawaso |

## Sources
- (en)
- (en) Site de Ghanadistricts